# Savignac-Lédrier
Savignac-Lédrier là một xã, nằm ở tỉnh Dordogne vùng Aquitaine của Pháp. Xã này có diện tích 26,9 km², dân số năm 2004 là 754 người. Xã nằm ở khu vực có độ cao trung bình 330 m trên mực nước biển.

## Thông tin nhân khẩu
| Năm    | 1962 | 1968 | 1975 | 1982 | 1990 | 1999 | 2004 |
| ------ | ---- | ---- | ---- | ---- | ---- | ---- | ---- |
| Dân số | 952  | 809  | 681  | 738  | 737  | 746  | 754  |